# Microlepidozia
Microlepidozia là một chi rêu trong họ Lepidoziaceae.